# Chapelle des Cinq Chemins
De Chapelle des Cinq Chemins is een kapel in de tot de Henegouwse gemeente Komen-Waasten behorende plaats Komen, gelegen aan de Kastelenlaan.
De kapel werd gebouwd in 1959, omdat de wijk Cinq Chemins (Vijfwegen) van Komen groeide in inwonertal. Architect was C. Vastegaert, die werd beïnvloed door het modernisme van de Expo 58 te Brussel.
De kapel is gewijd aan het Onbevlekt Hart van Maria. Er is geen toren en geen portaal, doch een eenvoudige voorgevel met een afwisseling van wit en een grijstint. In de kapel vindt men een glas-in-loodraam, vervaardigd door Roger Coppe.